# Ioan Ghișe
Ioan Ghișe (n. 8 mai 1956, Mediaș, Județul Sibiu) este un fost politician român. Acesta a ocupat în mai multe rânduri funcția de senator în Parlamentul României. A fost primar al municipiului Brașov din 1996 până în 2004. La congresul PNL din 28-29 iunie 2014 a candidat la funcția de președinte al acestei formațiuni. Ghișe a obținut 144 de voturi, iar contracandidatul său, Klaus Iohannis, a obținut 1.334 de voturi.

## Studii
În anul 1980 a absolvit Facultatea de Matematică la Universitatea din Brașov. Ca pasionat pentru șah a devenit antrenor la Institutul de Educație Fizică și Sport.

## Cariera profesională
Între 1990-1991 a fost director al Colegiului Național de Informatică „Grigore Moisil” din Brașov.

## Cariera politică
- 1991-1992 Consilier județean
- 1992-1996 Deputat în Camera Deputaților din Parlamentul României
- 1992-1995 Membru al Comisiei Parlamentare de buget finanțe și bănci
- 1994-1995 Comisia mixtă Senat + Camera Deputaților, pentru ancheta și cercetarea fenomenului de corupție
- 1995-1996 Comisia de administrație publică locală și mediu
- 1996-2004 Primar al Brașovului (2 mandate)
- 2004-2008 Deputat în Camera Deputaților din Parlamentul României
- 2008-2012 Senator în Senatul României
- 2012-2016 Senator în Senatul României

La alegerile parlamentare din 2012 a fost ales senator de Brașov, cu un scor de 54,71%.
Pe  21 iulie 2014, Ioan Ghișe a declarat pentru Agerpres că marți va demisiona din PNL.
El a motivat că demisia sa are la bază faptul că fuziunea PNL-PDL este inacceptabilă, dar și că președintele liberalilor, Klaus Iohannis, a fost desemnat candidat al partidului la Președinție.

## Excluderea temporară din partid
A fost unul din primii politicieni români acuzați că ar fi colaborat cu Securitatea. În data de 4 septembrie 2006, împreună cu Mona Muscă, a fost exclus din PNL. În urma câștigării procesului cu Consiliul Național pentru Studierea Arhivelor Securității, a fost reprimit în PNL.

## Alte inițiative
Senatorul Ioan Ghișe a declarat că decizia Curții Constituționale de invalidare a referendumului pentru demiterea președintelui României din 2012 este neconstituțională. A organizat o continuare a protestelor din ianuarie 2012 contra revenirii la Cotroceni a lui Traian Băsescu.